# Saluin
Saluin (chiń. upr. 怒江; pinyin Nù Jiāng; tyb. རྒྱལ་མོ་རྔུལ་ཆུ།, Wylie rGyl mo rNGul chu, ZWPY Nag qu; birm. သံလွင်မြစ်; ang. Salween) – rzeka w Chinach i Mjanmie.
Swoje źródła rzeka ma w lodowcach gór Tangla. Saluin płynie na wschód przez Wyżynę Tybetańską, potem skręca na południe i płynie wąską doliną, równolegle do górnego Mekongu i Jangcy. W górnym biegu posiada liczne progi i wodospady. Następnie przepływa skrajem Wyżyny Junnan-Kuejczou, przez Wyżynę Szan, by wpaść do Morza Andamańskiego (zatoka Martaban). Największym miastem, przez które przepływa, jest Mulmejn. Charakteryzuje się bardzo wysokimi wahaniami poziomu między okresem suszy a monsunów – ok. 20 m. Nie ma większych dopływów, na większości swej długości (łącznie 3200 km) jest niespławna; powierzchnia dorzecza wynosi 325 tys. km².
Do żeglugi nadaje się tylko pierwsze 120 km dolnego biegu; wyżej liczne przeszkody w szybkim nurcie nie pozwalają na takie wykorzystanie rzeki (poza, lokalnie, niewielkimi jednostkami), w związku z czym rzeka wykorzystywana jest głównie do spławiania drewna. Płynąc w większości głębokim kanionem, stanowi poważną barierę dla komunikacji wschód-zachód; przekracza ją w środkowym biegu Droga Birmańska. W biegu dolnym wyznacza częściowo granicę birmańsko-tajlandzką (ok. 130 km).

## Galeria obrazów

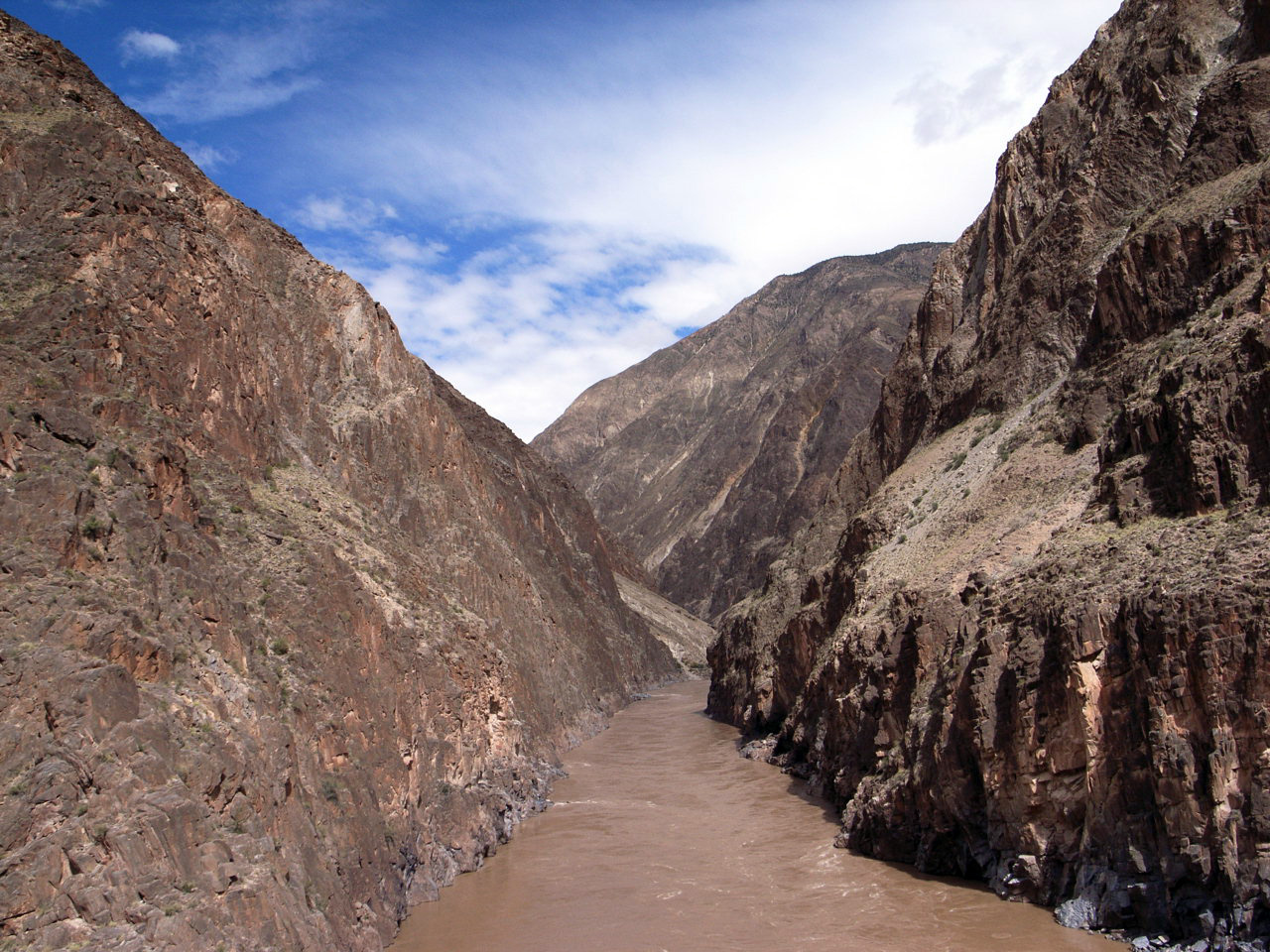
Górny bieg rzeki w Chinach
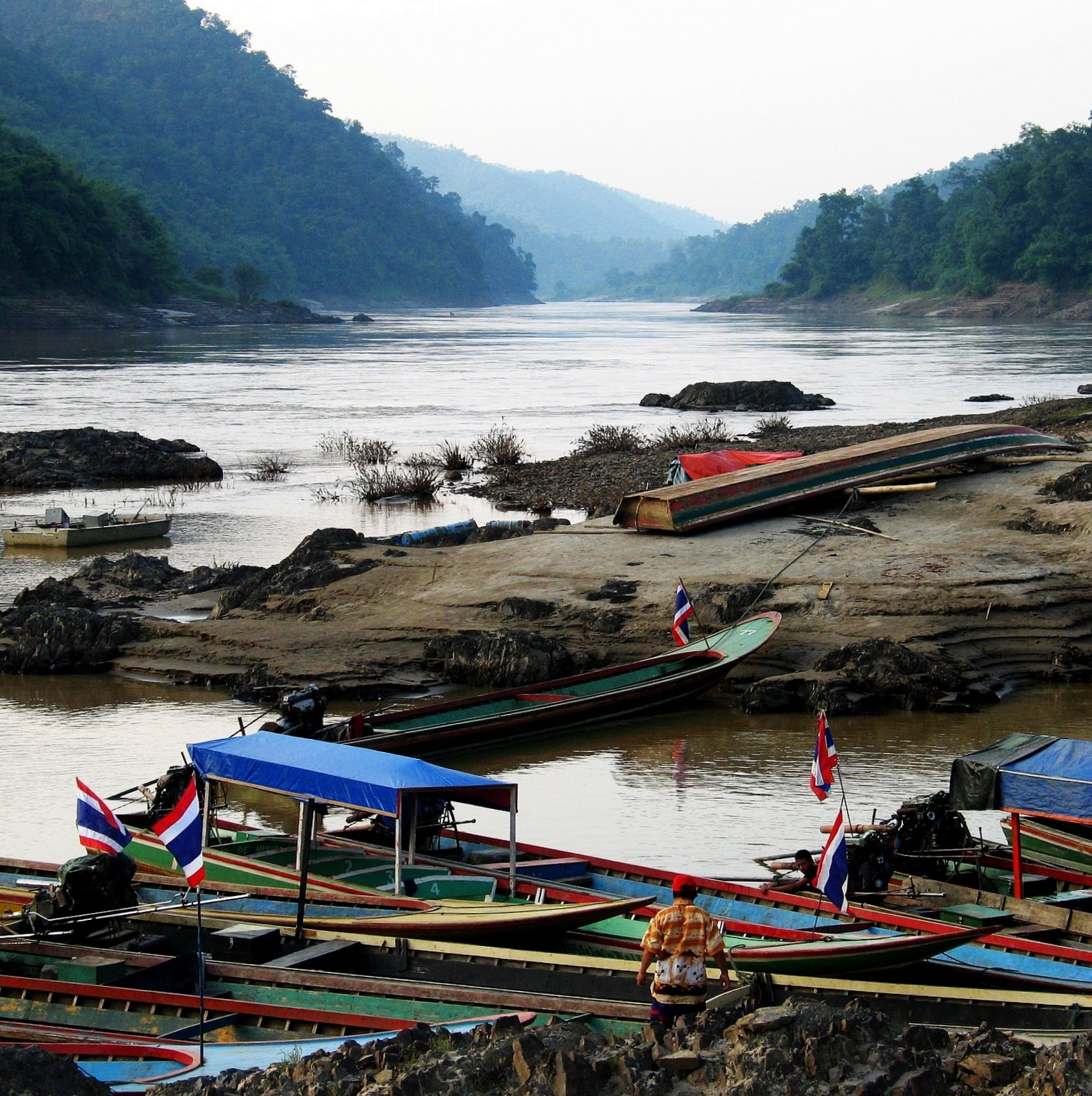
Rzeka w Tajlandii
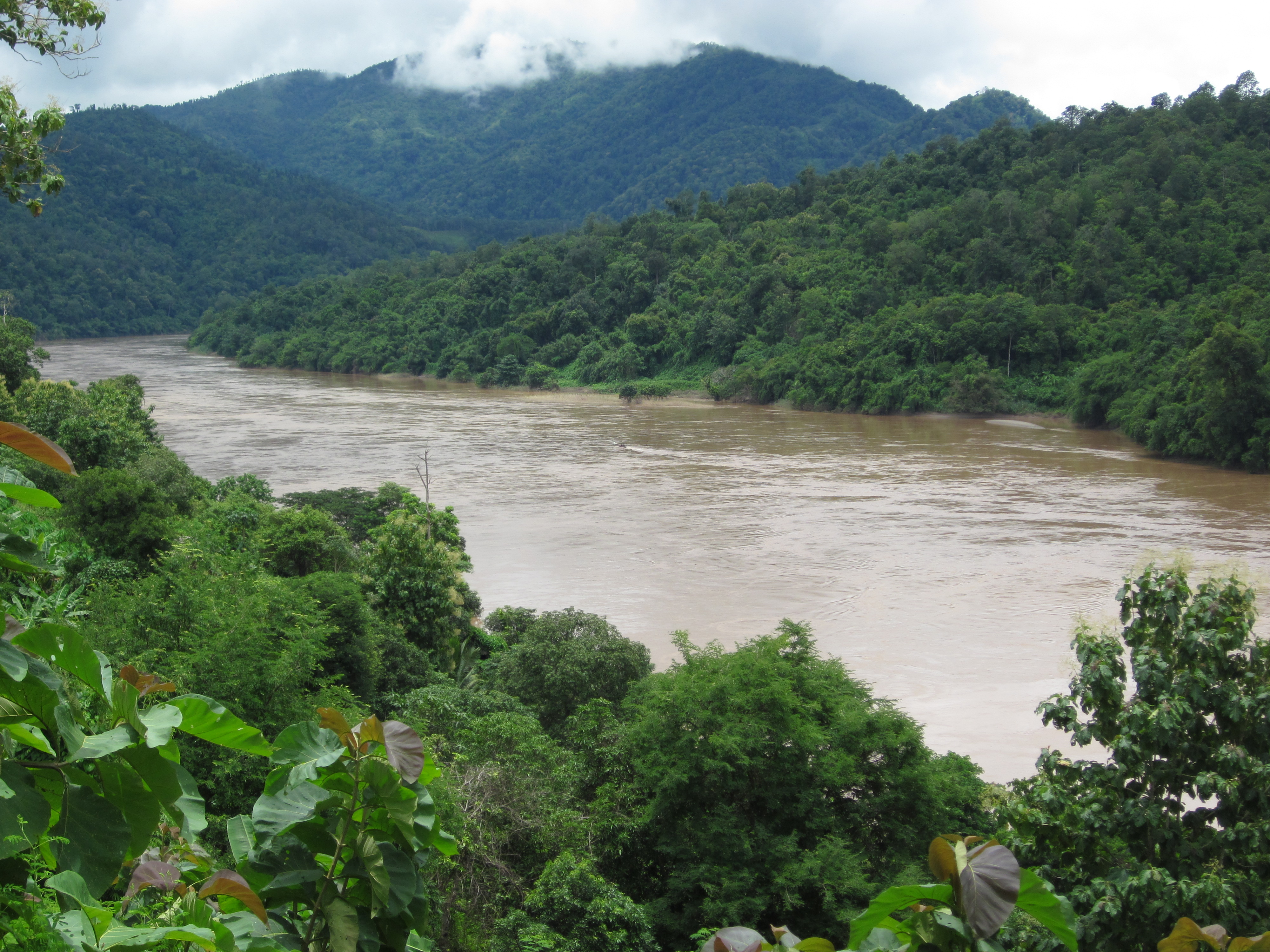
Rzeka na granicy tajlandzko-birmańskiej
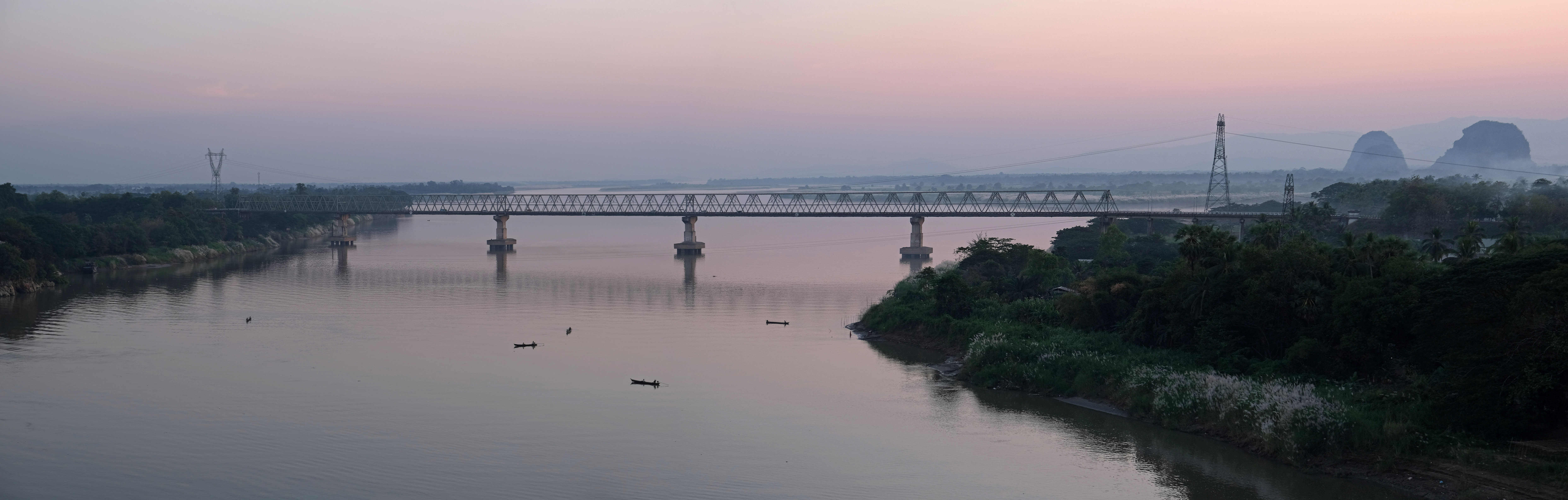
Most w Hpa-an
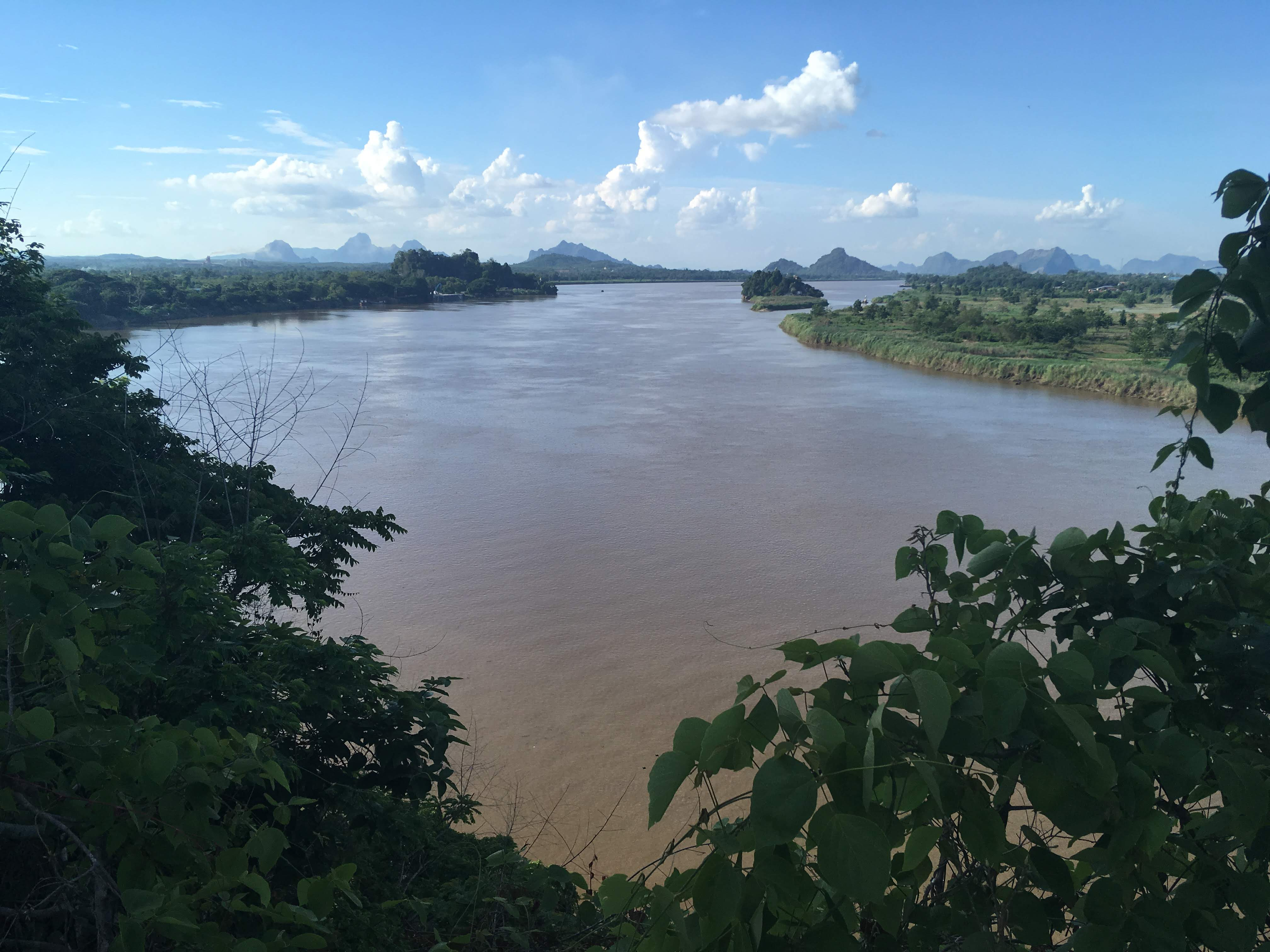
Rzeka w okolicach Hpa-an
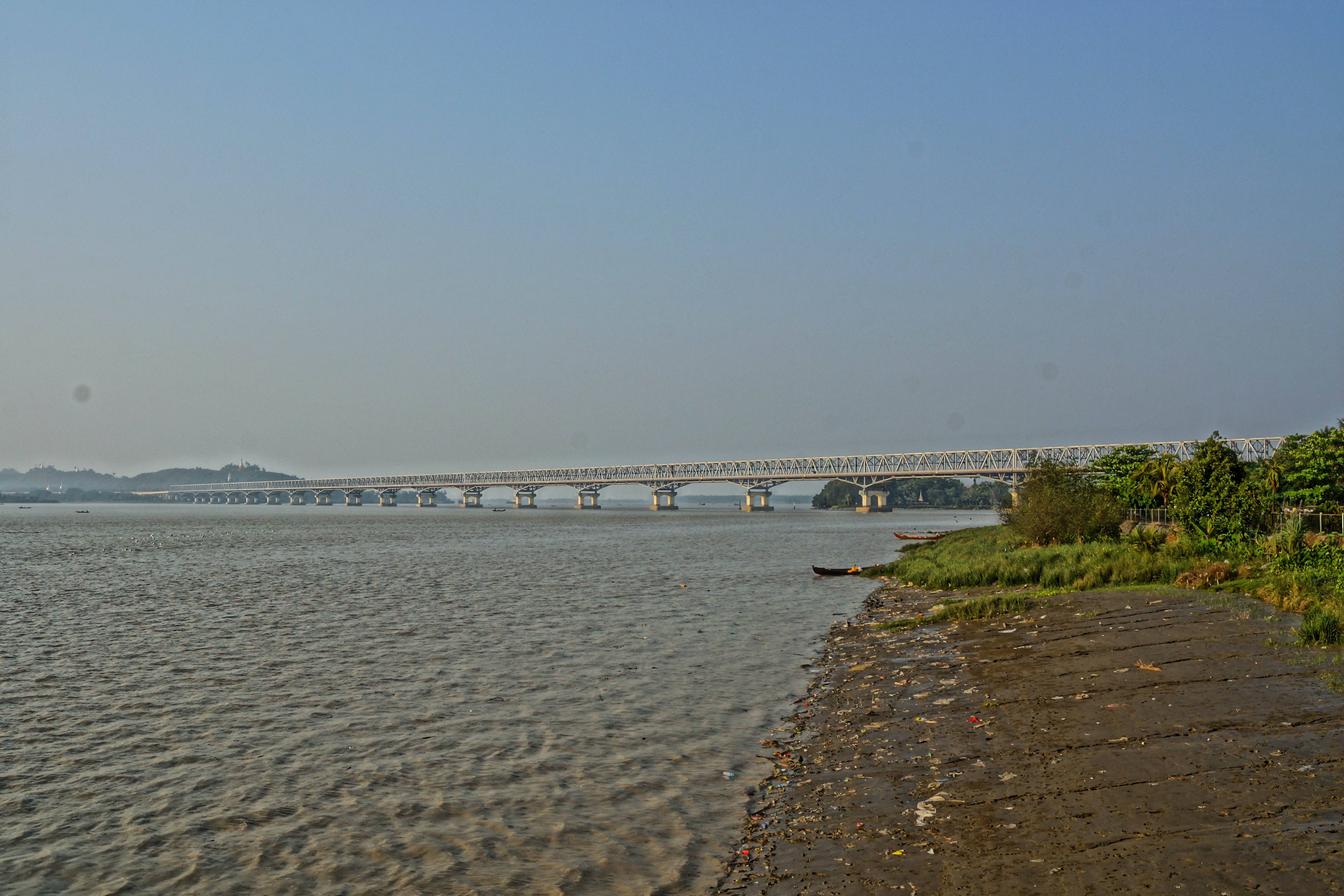
Rzeka w Mawlamyine